# قائمة الجامعات في الكويت
- هذه قائمة بالجامعات والكليات المتواجدة بدولة الكويت، ثم تليها قائمة بالمعاهد التطبيقية والعسكرية.

## قائمة الجامعات
| المؤسسة التعليمية                       | الموقع                        | التأسيس |
| --------------------------------------- | ----------------------------- | ------- |
| جامعة الكويت                            | الشدادية                      | 1966    |
| الهيئة العامة للتعليم التطبيقي والتدريب | الشويخ التعليمية              | 1982    |
| جامعة جابر الأحمد                       | العارضية                      | 2012    |
| جامعة عبد الله السالم                   | الخالدية                      | 2019    |
| جامعة الشرق الأوسط الأمريكية            | العقيلة                       | 2007    |
| الجامعة الأسترالية                      | ضاحية مبارك العبد الله الجابر | 2000    |
| جامعة الخليج للعلوم والتكنولوجيا        | ضاحية مبارك العبد الله الجابر | 2002    |
| الجامعة العربية المفتوحة في الكويت      | العارضية                      | 2002    |
| الجامعة الأمريكية في الكويت             | السالمية                      | 2004    |

## الكليات
| المؤسسة التعليمية               | الموقع    | التأسيس |
| ------------------------------- | --------- | ------- |
| كلية ماسترخت لإدارة الأعمال     | الدسمة    | 2003    |
| كلية القانون الكويتية العالمية  | الدوحة    | 2008    |
| كلية بوكسهل للبنات في الكويت    | ابو حليفة | 2010    |
| كلية الكويت للعلوم والتكنولوجيا | الدوحة    | 2015    |
| كلية الجونكوين في الكويت        | النسيم    | 2015    |
| كلية الشرق الأوسط الأمريكية     | العقيلة   | -       |
| كلية الكويت للتقنية             | ابو حليفة | -       |
| كلية تكنولوجيا الطيران          | أبو حليفة | -       |

## المؤسسات التعليمية الفنية
| المؤسسة التعليمية              | الموقع   | التأسيس |
| ------------------------------ | -------- | ------- |
| المعهد العالي للفنون الموسيقية | السالمية | 1972    |
| المعهد العالي للفنون المسرحية  | السالمية | 1973    |
| الأكاديمية الدولية للإعلام     | حولي     | 2005    |

## المؤسسات التعليمية العسكرية
| المؤسسة التعليمية                              | الموقع | التأسيس |
| ---------------------------------------------- | ------ | ------- |
| أكاديمية سعد العبدالله للعلوم الأمنية          | الشويخ | 1956    |
| كلية علي الصباح العسكرية                       | الشويخ | 1967    |
| كلية مبارك العبدالله للقيادة والأركان المشتركة | الكويت | 1996    |
| كلية أحمد الجابر الجوية                        | الكويت | 2015    |